# Kreis Kulm
Der Kreis Kulm (früher Kreis Culm) war ein preußischer Landkreis im Regierungsbezirk Marienwerder, der in unterschiedlichen Abgrenzungen zwischen 1772 und 1920 bestand. Seine Kreisstadt war Kulm. Er lag in dem Teil von Westpreußen, der nach dem Ersten Weltkrieg 1920 durch den Versailler Vertrag an Polen fiel. Von 1939 bis 1945 bestand im besetzten Polen nochmals ein Landkreis Kulm als Teil des neu eingerichteten Reichsgaus Danzig-Westpreußen. Heute liegt das ehemalige Kreisgebiet im Powiat Chełmiński in der polnischen Woiwodschaft Kujawien-Pommern.

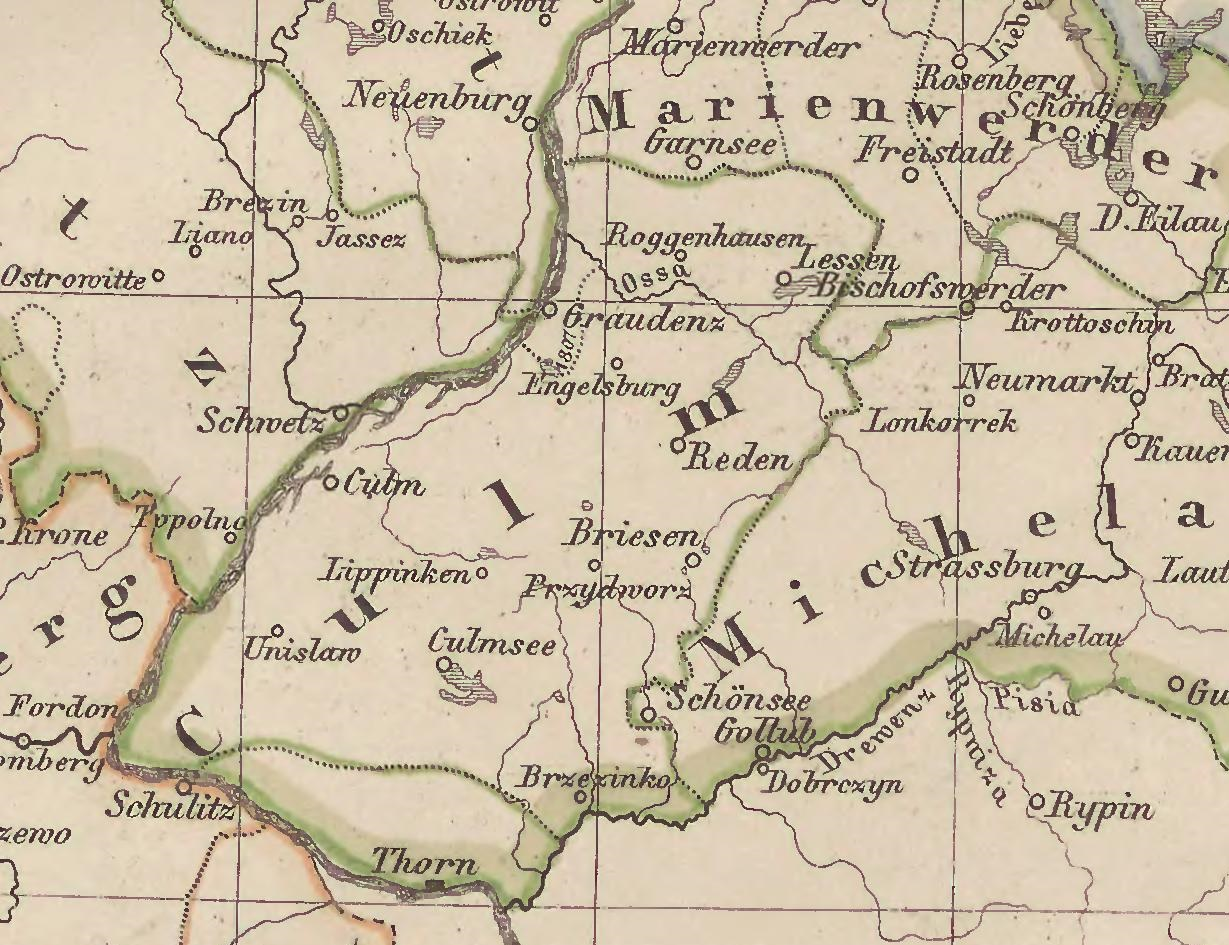
Der Kreis Kulm in den Grenzen von 1772 bis 1818

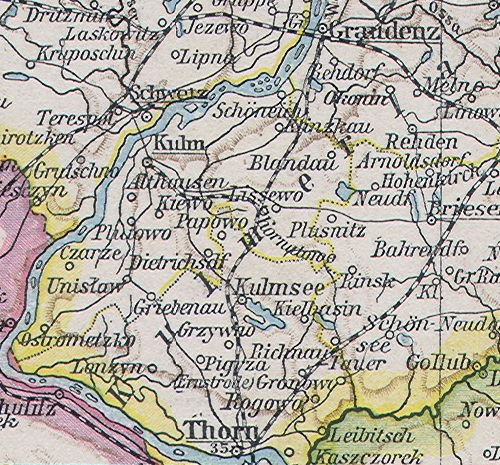
Der Kreis Kulm in den Grenzen von 1887 bis 1920

Die Provinz Westpreußen 1919
Regierungsbezirk Danzig
Regierungsbezirk Marienwerder

## Verwaltungsgeschichte
Das Gebiet des Kreises Kulm kam durch die erste polnische Teilung 1772 zu Preußen. Der Kreis umfasste den größten Teil des historischen Kulmerlands. Durch die preußische Provinzialbehörden-Verordnung vom 30. April 1815 und ihre Ausführungsbestimmungen kam das Gebiet zum neuen Regierungsbezirk Marienwerder der neuen Provinz Westpreußen. Im Rahmen einer umfassenden Kreisreform im Regierungsbezirk Marienwerder wurde zum 1. April 1818 der alte Kreis Kulm deutlich verkleinert. Das südliche Kreisgebiet kam zum neuen Kreis Thorn und im Norden wurde der neue Kreis Graudenz gebildet. Der Kreis Kulm umfasste nun die Städte Kulm und Briesen, die Ämter Kulm, Lippinken, Przydworsz und Unyslaw sowie 138 adlige Güter. Sitz des Landratsamtes war die Stadt Kulm.

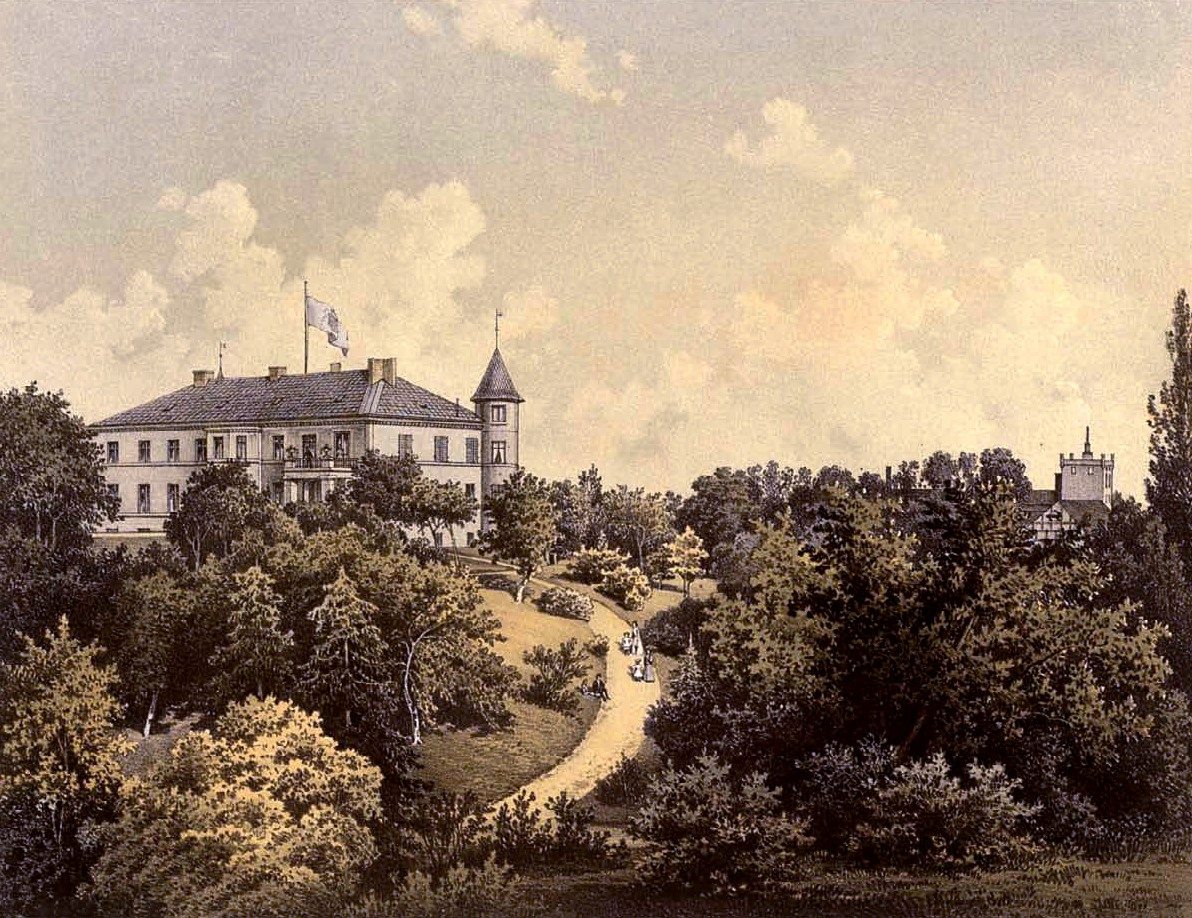
Rittergut Grubno um 1860, Sammlung Alexander Duncker

Vom 3. Dezember 1829 bis zum 1. April 1878 waren Westpreußen und Ostpreußen zur Provinz Preußen vereinigt, die seit dem 1. Juli 1867 zum Norddeutschen Bund und seit dem 1. Januar 1871 zum Deutschen Reich gehörte. Durch das stetige Anwachsen der Bevölkerung im 19. Jahrhundert erwiesen sich mehrere Kreise in Westpreußen als zu groß. Vor diesem Hintergrund gab der Kreis Kulm am 1. Oktober 1887 einen Teil seines Gebiets an den neuen Briesen ab. 
Aufgrund der Bestimmungen des Versailler Vertrags musste das Kreisgebiet am 10. Januar 1920 zur Einrichtung des Polnischen Korridors an Polen abgetreten werden. Der deutsche Kommissar Hoffmann war für die Abwicklung und Übergabe der Zivilverwaltung an die polnischen Behörden verantwortlich. Der polnische Beauftragte hieß Ossowski.  Polen führte für Kulm die Ortsbezeichnung Chełmno ein. Das Kreisgebiet bestand als Powiat Chełmiński (Kulmer Kreis) fort. 
Nach dem Überfall auf Polen und der völkerrechtswidrigen Annexion des Territoriums durch das Deutsche Reich wurde das Kreisgebiet zum 26. November 1939 als Landkreis Kulm dem Regierungsbezirk Bromberg im neugebildeten Reichsgau Danzig-Westpreußen zugeordnet. Nach der Befreiung im Frühjahr 1945 durch die Rote Armee fiel der Landkreis Kulm an Polen zurück. In der Folgezeit wurden die deutschen Bewohner aus dem Kreisgebiet vertrieben.

## Bevölkerung
Im Folgenden eine Übersicht nach Einwohnerzahl, Konfessionen und Sprachgruppen. Zu berücksichtigen ist dabei die Verkleinerung des Kreises im Jahr 1887.
| Jahr                                          | 1821              | 1831              | 1841 | 1852                | 1861                | 1871                | 1880 | 1890              | 1900              | 1910              |
| --------------------------------------------- | ----------------- | ----------------- | ---- | ------------------- | ------------------- | ------------------- | ---- | ----------------- | ----------------- | ----------------- |
| Einwohner                                     | 30.378            | 32.689            | ?    | 46.129              | 48.347              | 54.605              | ?    | 45.711            | 48.014            | 50.069            |
| Evangelische Katholiken Juden                 | 12.236 17.156 234 | 13.821 17.726 441 |      | 20.088 24.268 1.029 | 21.860 24.732 1.148 | 24.126 28.704 1.228 |      | 19.003 25.713 587 | 19.309 27.896 415 | 20.730 28.450 316 |
| deutschsprachig zweisprachig polnischsprachig |                   | 20.027 - 12.662   |      | 23.108 - 23.021     | 24.876 - 23.471     |                     |      | 22.103 206 23.396 | 21.917 615 25.472 | 23.345 903 25.806 |

## Politik

### Landräte

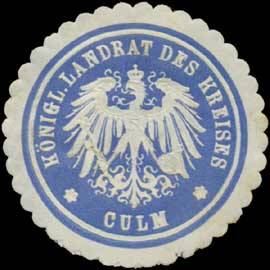
Siegelmarke des Landrats

- 1772–177700Dietrich von Ahlefeldt (1730–1789)
- 1777–178400Nathanael Theodor von Paulitz (~1735–1786)
- 1784–179300August Christian Ludwig von Puttkamer (1750–1836)
- 1797–181800August Burchard Raphael von Rosenberg-Gruszczynski (1770–1836)
- 1818–181900von Grobczewski
- 1819–184100Rosenhagen
- 1841–000000Franz Gehrken (kommissarisch)
- 1843–184800Hermann von Loga
- 1848–186800Eduard von Schrötter (1822–1883)
- 1868–188800Gustav von Stumpfeldt (1838–1893)
- 1888–190800Karl Hoene (1857–1909)
- 1908–192000Wilhelm Lohr (* 1871)[4]
- 1920–999900Sieg (vertretungsweise)

### Kommunalverfassung
Der Kreis Kulm gliederte sich vor der Abtretung an Polen in die Stadt Kulm, in Landgemeinden und selbstständige Gutsbezirke.

### Wahlen
Im Deutschen Reich setzte sich der Reichstagswahlkreis Marienwerder 4 aus den Kreisen Kulm und Thorn in den Grenzen von 1871 zusammen. Der Wahlkreis war aufgrund der ethnischen Zusammensetzung der Wählerschaft bei allen Reichstagswahlen zwischen deutschen und polnischen Kandidaten umkämpft. Die jeweiligen Sieger setzten sich stets nur mit knappen Mehrheiten durch:
- 187100Anton Maranski, Polnische Fraktion (Mandat aberkannt)
- 187100Friedrich Meyer, Nationalliberale Partei (Wiederholungswahl)
- 187400Friedrich Meyer, Nationalliberale Partei
- 187700Hermann Paul Gerhard, Unabhängiger Liberaler
- 187800Michael von Sczaniecki, Polnische Fraktion
- 188100Michael von Sczaniecki, Polnische Fraktion
- 188400Michael von Sczaniecki, Polnische Fraktion
- 188700August Dommes, Nationalliberale Partei
- 189000Ludwig Mauritius von Slaski, Polnische Fraktion
- 189300Ludwig Mauritius von Slaski, Polnische Fraktion
- 189800Ferdinand Graßmann, Nationalliberale Partei
- 190300Jan Brejski, Polnische Fraktion
- 190500Felix Ortel, Nationalliberale Partei (Nachwahl)
- 190700Felix Ortel, Nationalliberale Partei
- 191200Bernhard Schlee, Nationalliberale Partei

## Städte und Gemeinden
Im Jahr 1910 umfasste der Kreis Kulm die Stadt Kulm sowie 77 Landgemeinden.
- Adlig Neudorf
- Adlig Waldau
- Althausen
- Bienkowko
- Blandau
- Blotto
- Borken
- Borowno
- Brosowo
- Damerau
- Dembowitz
- Dolken
- Dombrowken
- Drzonowo
- Dübeln
- Eiselau
- Falkenstein
- Firlus
- Friedrichsbruch
- Gogolin
- Grenz
- Griebenau
- Groß Czyste
- Groß Kämpe
- Groß Lunau
- Hönsdorf
- Jamerau
- Janowo
- Kaldus
- Kielp
- Klammer
- Klein Kämpe
- Klein Lunau
- Kokotzko
- Kollenken
- Kölln
- Königlich Groß Trzebcz
- Königlich Kiewo
- Königlich Waldau
- Kornatowo
- Kottenau
- Krajenczyn
- Kulm, Stadt
- Kulmisch Dorposch
- Kulmisch Neudorf
- Kulmisch Roßgarten
- Lissewo
- Malankowo
- Mosgowin
- Neu Bolumin
- Neugut
- Neusaß
- Niederausmaß
- Oberausmaß
- Osnowo
- Plangenau
- Pniewitten
- Podwitz
- Raffa
- Reinau
- Rosenau
- Ruda
- Scharnese
- Schemlau
- Schlonz
- Schöneich
- Schönsee
- Segertsdorf
- Steinwage
- Striesau
- Strutzfon
- Trebis
- Unislaw
- Villisaß
- Waltersdorf
- Wilhelmsau
- Wilhelmsbruch
- Zakrzewo

Um 1900 wurden die Gemeinde Niederausmaß Abbau in die Gemeinde Niederausmaß und die Gemeinde Rathsgrund in die Stadt Kulm eingemeindet.

## Gutsbezirke
Zum Kreis gehörten außerdem folgende 70 Gutsbezirke (Stand: 1. Januar 1908)
- Adlig Groß Trzebcz
- Althausen
- Baiersee
- Battlewo
- Baumgart
- Bergswalde
- Bilau
- Blachta
- Botschin
- Cepno
- Dietrichsdorf
- Dzialowo
- Eichwald
- Gelens
- Glasau
- Glauchau
- Gogolin
- Golotty
- Gorinnen
- Gottersfeld
- Griewe
- Groß Bolumin
- Grubno
- Guttlin
- Heimbrunn
- Josephsdorf
- Kamlarken
- Kisin
- Klein Bolumin
- Klinzkau
- Königlich Neuhof
- Koßowizna
- Kruschin
- Kurtshöhe
- Linietz
- Linowitz
- Lippinken
- Mlinsk
- Napolle
- Neulinum, Forst
- Niemczyk
- Nonnenkämpe, Forst
- Oborry
- Ostrometzko
- Paparczyn
- Pien
- Pillewitz
- Piontkowo
- Plutowo
- Radmannsdorf
- Ribenz
- Robakowo
- Sarnau
- Scherokopaß
- Schönborn
- Segartowitz
- Siegsruh
- Stablewitz
- Stolno
- Storlus
- Stuthof
- Tittlewo
- Unislaw
- Uszcz
- Wabcz
- Waldau, Mühle
- Weidenhof
- Wenzlau
- Wichorsee
- Wrotzlawken
- Zeigland

## Persönlichkeiten
Heinz Guderian, Kurt Schumacher und  Hermann Löns wurden in Kulm geboren. Leo Eichstaedt (1855–1929) kam in Pien zur Welt.

## Der Landkreis Kulm im besetzten Polen 1939–1945

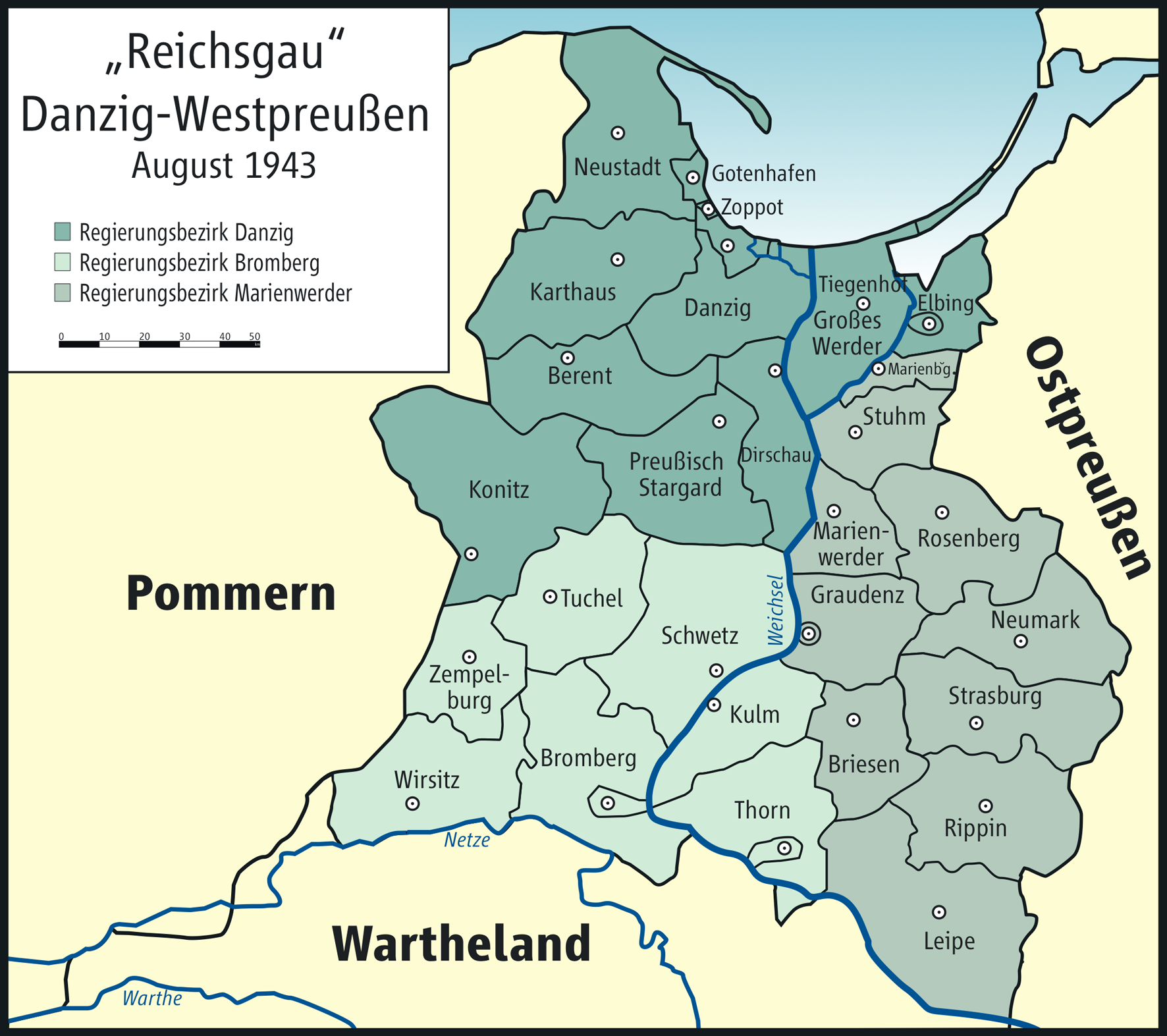
Reichsgau Danzig-Westpreußen (August 1943)

### Verwaltungsgeschichte
Nach 1939 wurde die Stadt Kulm der im Altreich gültigen Deutschen Gemeindeordnung vom 30. Januar 1935 unterstellt. Die übrigen Gemeinden waren in Amtsbezirken zusammengefasst; Gutsbezirke gab es nicht mehr. Der Name des Kreises bzw. der Kreisstadt wurde am 21. Mai 1941 in Kulm (Weichsel) abgeändert. 

### Landrat
- 1939–0000 Max Lange

### Ortsnamen
Durch unveröffentlichten Erlass vom 29. Dezember 1939 galten vorläufig hinsichtlich der bisher polnischen Ortsnamen die bis 1920 gültigen deutschen Ortsnamen. Diese globale Rückbenennung war möglich, da noch das gesamte deutsche Kartenwerk für die 1920 an Polen abgetretenen Gebiete (auch) die früheren deutschen Ortsnamen weitergeführt hatte.
Durch die Anordnung betreffend Änderung von Ortsnamen des Reichstatthalters in Danzig-Westpreußen vom 25. Juni 1942 wurden mit Zustimmung des Reichsministers des Innern alle Ortsnamen eingedeutscht, entweder in der Form von 1918 oder als lautliche Angleichung oder Übersetzung, zum Beispiel:
- Bischöflich Papau: Kulmischpfaffendorf,
- Brosowo: Brosau,
- Kulm: Kulm (Weichsel),
- Damerau: Kulmischdamerau,
- Dubielno: Dübeln,
- Kokotzko: Kökschufer,
- Lissewo: Lissen, Kr. Kulm (Weichsel),
- Unislaw: Kulmischwenzlau.